# Ліньовський
Ліньо́вський (рос. Линёвский) — селище у складі Смоленського району Алтайського краю, Росія. Адміністративний центр Ліньовської сільської ради.
Стара назва — совхоз Левенський.

## Населення
Населення — 1162 особи (2010; 1259 у 2002).
Національний склад (станом на 2002 рік):
- росіяни — 92 %